# You (May'nの曲)
「You」（ユー）は、May'nの楽曲。15枚目のシングルとして2018年2月7日にフライングドッグから発売された。

## 概要
May'nのシングルとしては前作「光ある場所へ」から約1年2ヶ月ぶりのリリースとなる。
初回限定盤（VTZL-146）と通常盤（VTCL-35281）の2種リリースで、限定盤には本曲のPVと5thアルバムPEACE of SMILEリード楽曲『Shine ALight』Music Videoを収録したBlu-rayが同梱されている。
表題曲「You」は、テレビアニメ『魔法使いの嫁』の後期オープニングテーマに使用された。また、AIKI ＆ AKINO from bless4の同作後期エンディングテーマ「月のもう半分」と同時発売された。
3曲目「モンスター」は、新藤晴一（ポルノグラフィティ）が作詞を手掛けている。

## シングル収録曲
| #         | タイトル                       | 作詞      | 作曲       | 編曲       | 時間  |
| --------- | ------------------------------ | --------- | ---------- | ---------- | ----- |
| 1.        | 「You」                        | 岩里祐穂  | 中野領太   | NAOKI-T    | 4:01  |
| 2.        | 「Another」                    | 岩里祐穂  | Haggy Rock | Haggy Rock | 4:30  |
| 3.        | 「モンスター」                 | 新藤晴一  | 流歌       | 宗本康兵   | 4:26  |
| 4.        | 「You (without May'n)」        |           |            |            | 4:00  |
| 5.        | 「Another (without May'n)」    |           |            |            | 4:30  |
| 6.        | 「モンスター (without May'n)」 |           |            |            | 4:22  |
| 合計時間: | 合計時間:                      | 合計時間: | 合計時間:  | 合計時間:  | 25:52 |

| #  | タイトル                       | 作詞 | 作曲・編曲 |
| -- | ------------------------------ | ---- | ---------- |
| 1. | 「You」(music video)           |      |            |
| 2. | 「Shine A Light」(music video) |      |            |